# Pseudoterpna bilineata
Pseudoterpna bilineata är en fjärilsart som beskrevs av Barend J. Lempke 1949. Pseudoterpna bilineata ingår i släktet Pseudoterpna och familjen mätare. Inga underarter finns listade.